# Casa Machiavelli

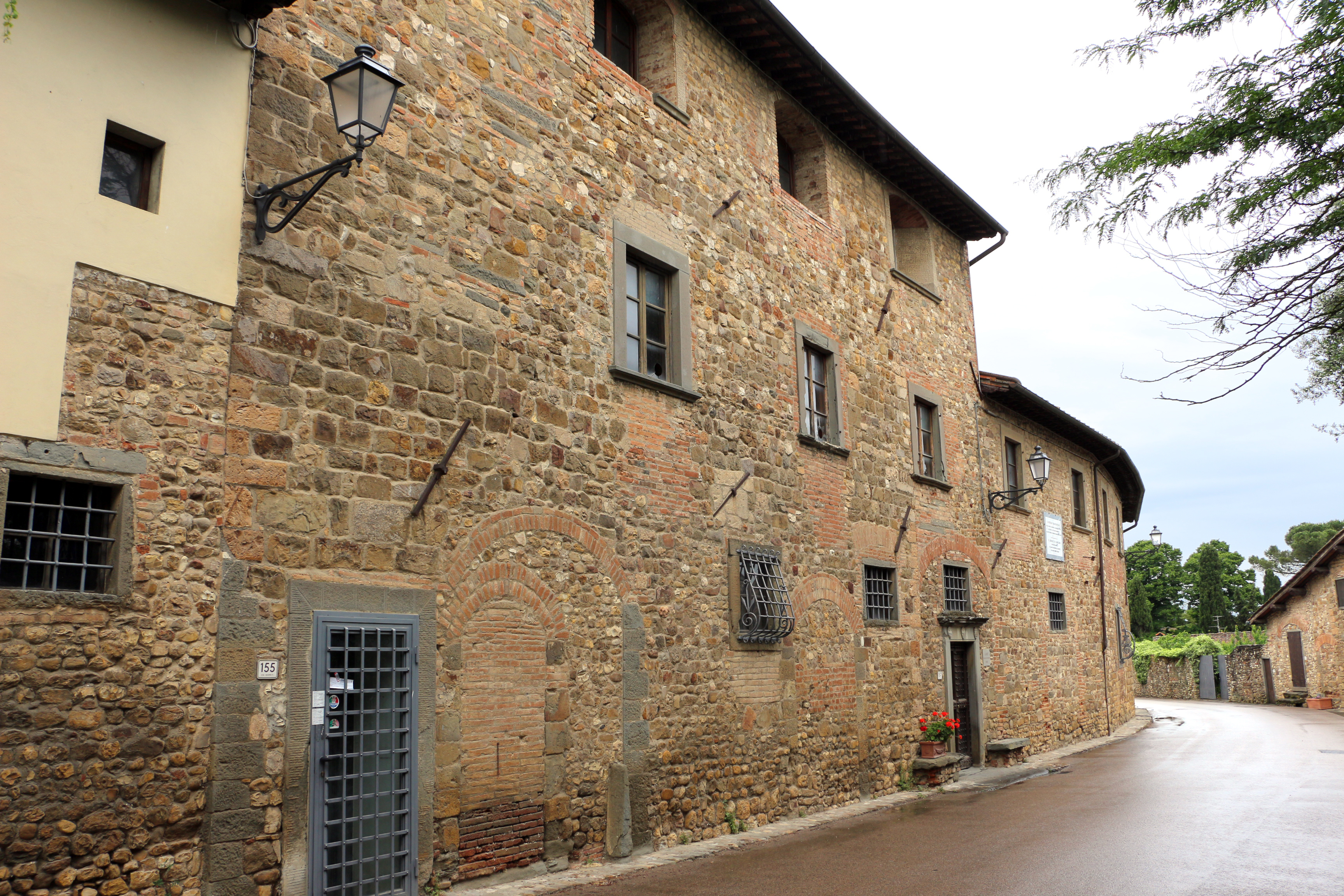
Casa Machiavelli

Casa Machiavelli, auch bekannt als l’Albergaccio (von italienisch albergo ‚Zuflucht, Herberge‘), war während der Verbannung der Wohnsitz von Niccolò Machiavelli. Das Gut befindet sich im Ortsteil Sant’Andrea in Percussina der Gemeinde San Casciano in Val di Pesa in der Toskana. Anbindung war eine altrömische Poststraße.

## Geschichte
In den Besitz der Familienlinie kam der so genannte Albergaccio 1470. Bernardo di Niccolò Machiavelli, der Vater, beerbte zwei Onkel. Sein Haushaltsbuch, sein Libro di Ricordi, verschafft mit Informationen über die ländlichen Umstände zwischen Halbpachtbauern, Fuhrleuten und Renovierungsarbeiten einen Eindruck vom Leben in den siebziger und achtziger Jahren des 15. Jahrhunderts.
Die kleine Ortskirche war ebenfalls Pfründe der Familie. Der 1475 geborene Totto, jüngerer Bruder des späterhin namhaften Niccolò di Bernardo Machiavelli, erhielt sie am 5. Juli 1515 nach dem Verzicht eines Verwandten. Eine solche Einung der weltlichen und geistlichen Besitztümer in der Hand ein und derselben Familie entsprach – hier: auf der kleinen Ebene des Dorfes – zeitgenössisch nicht selten der Sozialstruktur.
Beziehungen bestanden über Jahrhunderte hinweg zu den Pitti, die in Castelvecchio in Val di Pesa, südöstlich von San Casciano, Güter besaßen. Jene hatten ihnen einst auch die nahe Santa Felicita gelegenen Stadthäuser verkauft.

## Niccolò Machiavelli
Niccolò Machiavelli (1469–1527) war von 1498 bis 1512 zum Sekretär und Vorsteher der zweiten Staatskanzlei gewählt und eine der großen und interessanten Persönlichkeiten der Renaissance. Als vielseitig gebildeter Schriftsteller widmete er seine Aufmerksamkeit vor allem der Politik, die er als erster als eigenständige Wissenschaft verstand.
Die Casa di Sant’Andrea in Percussina gehörte zusammen mit anderen Besitztümern zu den Gütern der Familie. Hierher zog er sich zurück, nachdem er 1512 aus Florenz exiliert wurde, als die Medici an die Macht zurückkehrten. Das Gehöft mit dem zugehörigen Gasthaus (Osteria) wurde von Machiavelli in einem seiner berühmtesten Briefe an seinen Freund Francesco Vettori beschrieben, der vom 10. Dezember 1513 datiert. Er handelt von den Beschäftigungen am Tage, die von der Leitung seines Besitzes geprägt waren, und denen des Abends, die mit Tric Trac (einer Art Backgammon) mit Gästen seiner Osteria oder dem örtlichen Metzger vergingen. Doch nachts habe er sich in seine Bibliothek zurückgezogen, um die Klassiker zu lesen, die ihn zu dem Büchlein inspiriert hätten, aus einem Guss in wenigen Monaten geschrieben: Dem Principe, dem Werk, dem er seinen Ruhm verdankt.
Nach seinem Tode ging das Haus an seine Erben und, immer in dieser Erblinie, zuletzt an die adlige Florentiner Familie der Serristori. Seit wenigen Jahren gehört es zur Gruppo Italiano Vini, die dort einige Weinberge besitzt und die das Gebäude restauriert hat. Besichtigen kann man die Außenanlagen der Villa und die Keller. Außerdem kann man durch einen unterirdischen Gang die Osteria betreten, die von Machiavelli beschrieben wurde. Auch sie hat über Jahrhunderte ihr Ambiente intakt erhalten.